# Bacanal (filme)
Bacanal é um filme brasileiro de 1981, dirigido por Antônio Meliande.

## Sinopse
Orgia de casais é interrompida por violentos assaltantes.

## Elenco
- John Herbert
- Aldine Muller
- Jofre Soares.... Belarmino
- John Doo
- Patrícia Scalvi
- Nadia Destro
- Alvamar Taddei
- Misaki Tanaka